# Cnidoscolus pubescens
Cnidoscolus pubescens là một loài thực vật có hoa trong họ Đại kích. Loài này được Pohl mô tả khoa học đầu tiên năm 1827.